# Saint-Martin-de-Fenouillet
Saint-Martin-de-Fenouillet è un comune francese di 56 abitanti situato nel dipartimento dei Pirenei Orientali nella regione dell'Occitania.

## Società

### Evoluzione demografica
Abitanti censiti